# ダン・ガズリッチ
ダン・ガズリッチ（Daniel Gadzuric、1978年2月2日 - ）は、オランダの元プロバスケットボール選手。南ホラント州デン・ハーグ出身でオランダ代表。ポジションはセンター。211cm、108kg。父はユーゴスラビア自身、母はセントビンセント・グレナディーン自身。